# Marwan Salama
Marwan Salama es un actor estadounidense, conocido por sus roles como Navid Shokrani en Here and Now y Bo en Generation.

## Filmografía
| Año           | Título                           | Papel          | Notas        |
| ------------- | -------------------------------- | -------------- | ------------ |
| 2015          | Deadline: Crime with Tamron Hall | Ali            | 1 episodio   |
| 2015          | Tranquility Bay                  | Cy             | Cortometraje |
| 2016          | Mentes criminales: sin fronteras | Cadi           | 1 episodio   |
| 2017          | American Crime                   | Ishmael        | 1 episodio   |
| 2018          | Una pizca de magia               | Joven Arthur   | 4 episodios  |
| 2018          | For the People                   | Mohamed Fayed  | 1 episodio   |
| 2018          | The Blacklist                    | Mateen Mosadek | 1 episodio   |
| 2018          | Here and Now                     | Navid Shokrani | 9 episodios  |
| 2018          | Tournament                       | Ramin          | Película     |
| 2018-2019     | Lethal Weapon                    | Rafi           | 2 episodios  |
| 2020          | The Terrorist                    | Irfan          | Cortometraje |
| 2021          | Generation                       | Bo             | 7 episodios  |
| En producción | Untu the Son                     | Israel         | Película     |

### Doblaje
| Año       | Título | Labor             | Notas        |
| --------- | ------ | ----------------- | ------------ |
| 2018-2019 | Baby   | Doblaje al inglés | 12 episodios |